# Astragalus agrestis
Astragalus agrestis är en ärtväxtart som beskrevs av George Don jr. Astragalus agrestis ingår i släktet vedlar, och familjen ärtväxter. Inga underarter finns listade i Catalogue of Life.

## Bildgalleri

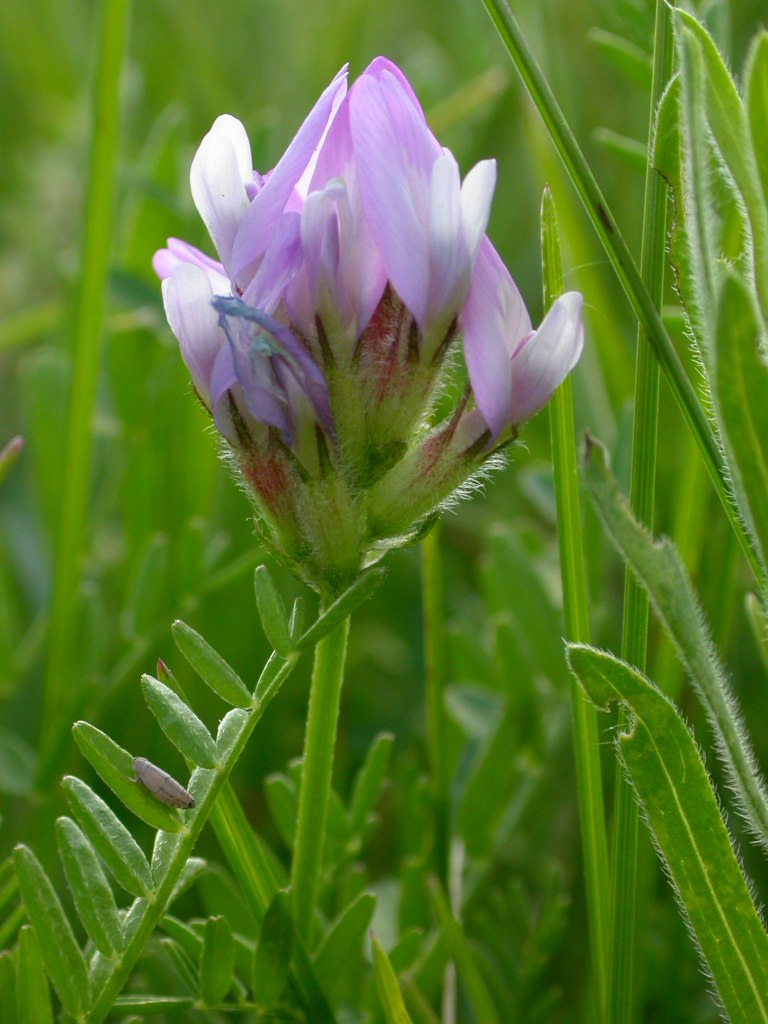
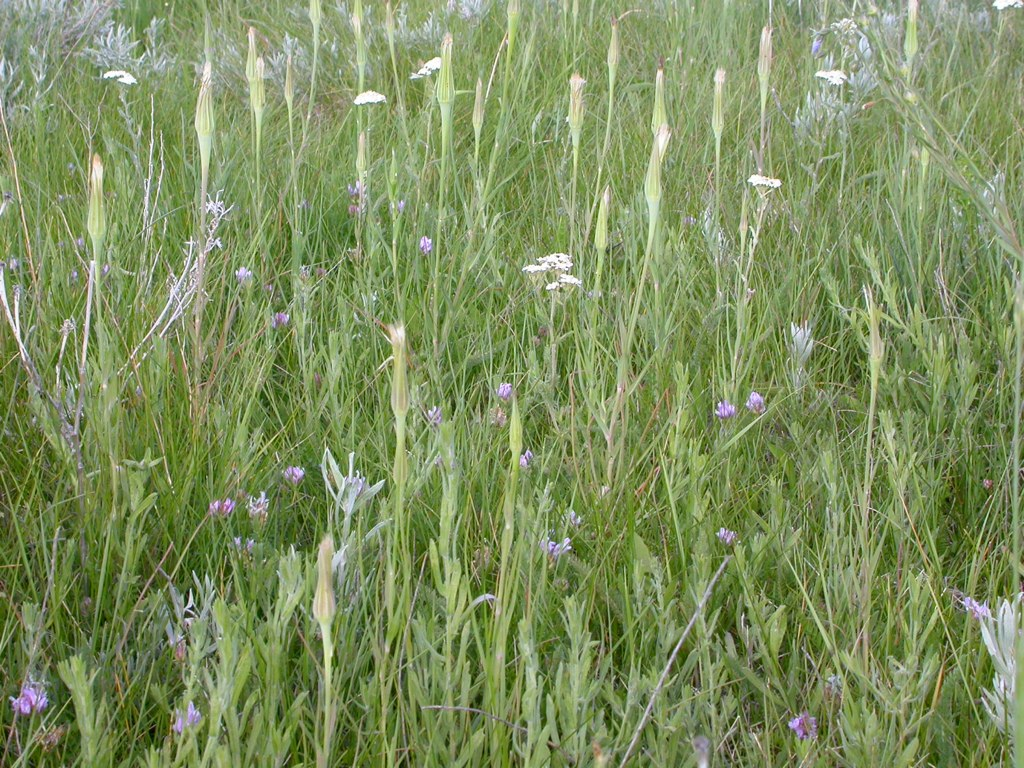
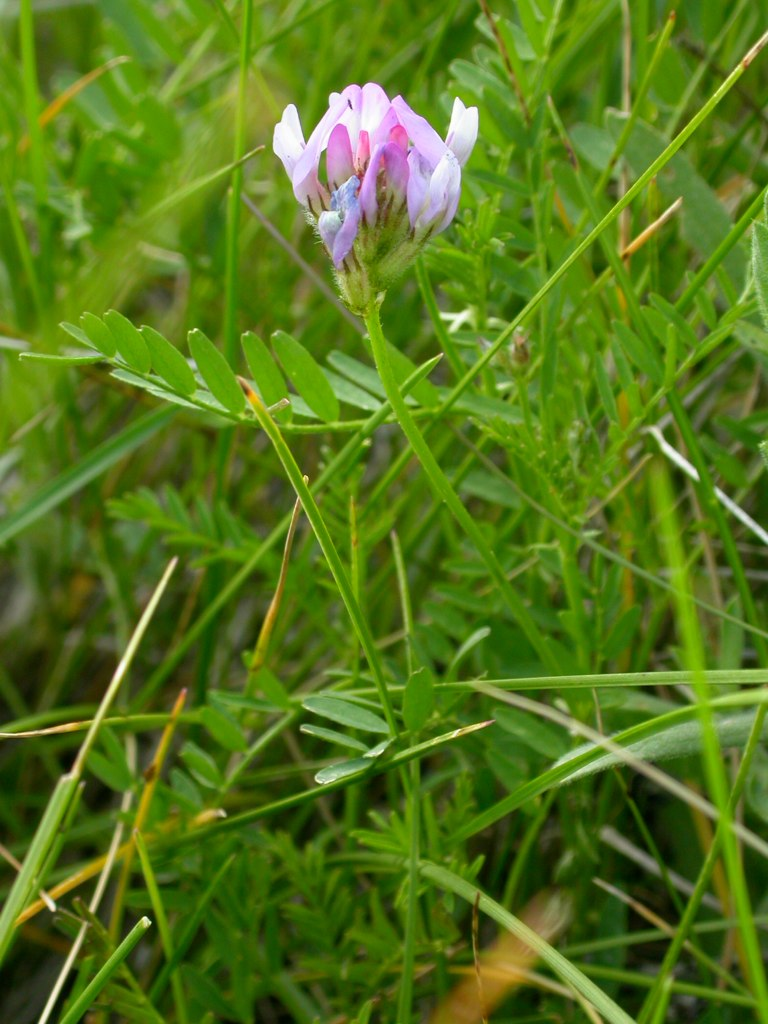
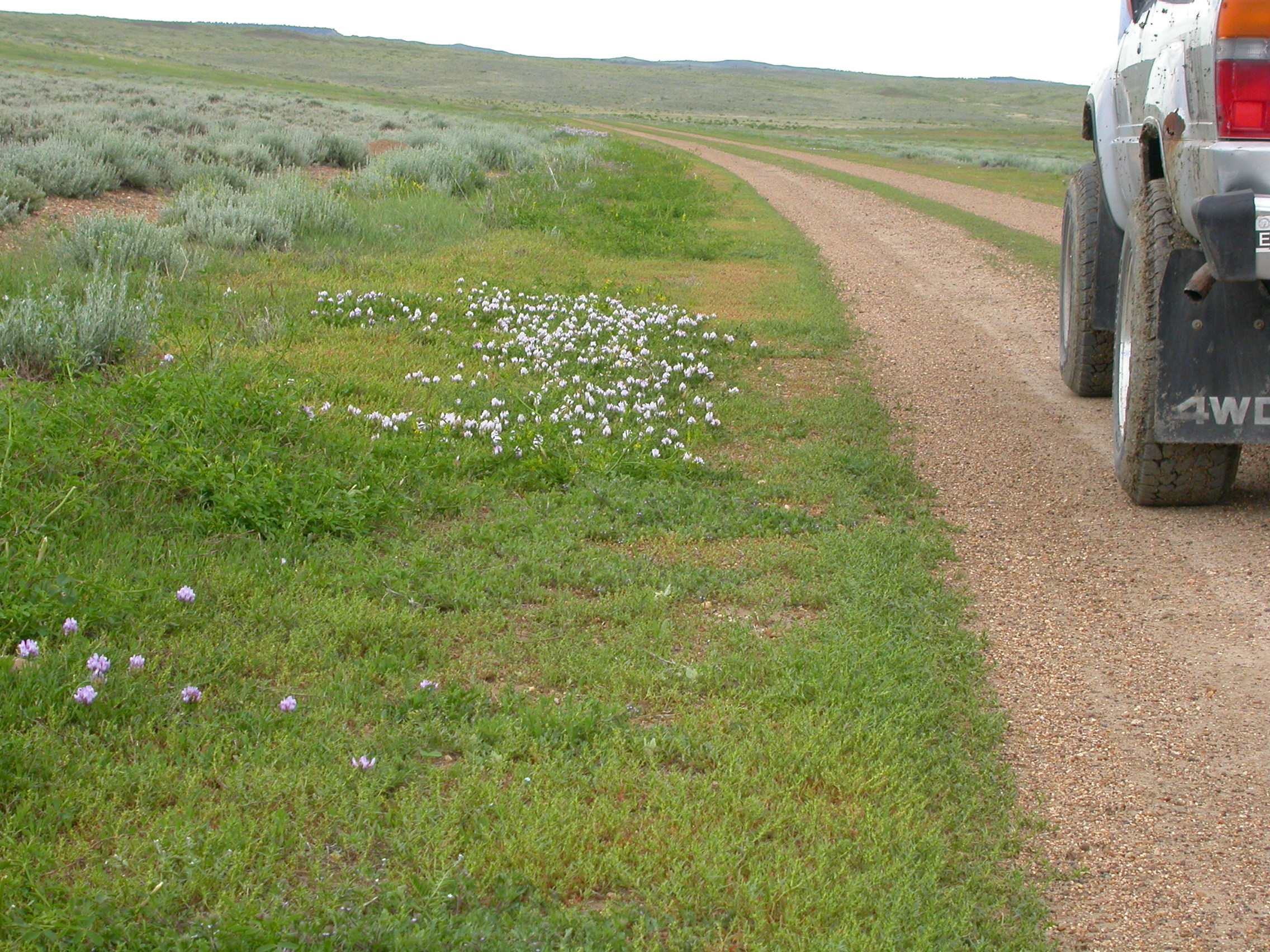